# 守屋宏紀
守屋 宏紀（もりや ひろき、1990年10月16日 - ）は、東京都町田市出身の男子プロテニス選手。所属は北日本物産。町田市立小山小 - 藤沢市立藤が岡中 - 湘南工科大学附属高等学校卒。 ATPランキング自己最高位はシングルス143位、ダブルス224位。

## 選手経歴

### ジュニア時代
6歳でテニスを始める。中学時代は全国中学校テニス選手権で優勝、高校時代は高校総体でシングルス・ダブルス・団体の3冠を獲得する。世界スーパージュニアテニス選手権大会でもシングルスで準優勝する。2008年12月にプロに転向。
全日本テニス選手権では2008年にベスト4、2009年と2010年はベスト8、2011年の決勝で伊藤竜馬を5-7, 7-6(2), 6-2で破り初優勝した。

### 2012年 グランドスラム初出場
4大大会では2012年全仏オープンから予選に挑戦を始めた。3度目の2012年全米オープン予選決勝でダニエル・コサコフスキーを4-6, 7-6(5), 6-3で破りグランドスラム本戦に初出場した。1回戦でイワン・ドディグに0-6, 1-6, 2-6で完敗した。9月のタイ・オープンでは予選から勝ち上がり1回戦でロビン・ハーセを2-6, 7-6(6), 6-3で破りATPツアーでの初勝利を挙げた。2回戦でヤンコ・ティプサレビッチに4-6, 4-6で敗れた。楽天ジャパンオープンにもワイルドカードで出場し、1回戦でスタニスラス・ワウリンカに5-7, 6-4, 4-6で敗れた。11月のダンロップワールドチャレンジテニストーナメントで準優勝しランキングを171位まで上げた。年間最終ランキングは185位。

### 2013年 デビスカップ初出場
4月に行われたデビスカップアジア／オセアニアゾーングループⅠ・2回戦の韓国戦でデビスカップ日本代表に初招集され、2日目のダブルスで内山靖崇とペアを組み同大会初出場を果たす。相手ペアに5-7, 1-6, 4-6で敗れたものの、日本チームは通算で3勝2敗とし同年9月のワールドグループプレーオフに進出を決めた。年間最終ランキングは180位。

### 2014年 チャレンジャー初優勝
7月のグランビー・チャレンジャーでは決勝でファブリス・マルタンを7-5, 6-7(4), 6-3で勝利しATPチャレンジャーツアー初優勝を果たした。年間最終ランキングは146位。

### 2015年 ATPツアー本戦2勝目
全豪オープンは予選決勝で敗れたものの、出場予定だったフアン・マルティン・デル・ポトロが左手首の故障を理由に欠場したためラッキールーザーで出場。1回戦でイェジ・ヤノヴィッツに6-7, 6-2, 3-6, 5-7で敗北。ウィンブルドンでは予選を突破し同大会で初出場を果たすが、1回戦で第9シードのマリン・チリッチに3-6, 2-6, 6-7(4)で敗れた。9月に開催された深圳オープンでは予選を勝ち上がると、1回戦でリチャルダス・ベランキスに6-4, 6-3で勝利し3年ぶりのATPツアー本戦勝利を挙げた。2回戦では第3シードのトミー・ロブレドに7-5, 6-3で敗れベスト8進出はならなかった。年間最終ランキングは199位。

### 2016年 チャレンジャー2勝目
9月の南昌チャレンジャーでは2回戦で伊藤竜馬を6-4, 6-0で破るなど、決勝に進出。決勝で韓国の若手鄭現を4-6, 6-1, 6-4で勝利しATPチャレンジャーツアー2勝目を挙げた。年間最終ランキングは173位。

### 2018年 チャレンジャー3勝目
5月のラフバラーチャレンジャーでは第8シードから勝ち上がり、決勝では元世界89位のジェームズ・ワードを6-2, 7-5で破って、優勝。初戦から失セットゼロで、ATPチャレンジャーツアー3勝目を果たした。また9月に行われた上海チャレンジャーでは序盤フルセットの戦いを強いられながら勝ち上がり、準決勝では中国のゼ・リーに6-7(3), 7-6(5), 7-6(4)で逆転勝ち。決勝ではブラズ・カブチッチに敗れるも準優勝を飾った。年間最終ランキングは180位。

### 2022年 ATPツアー本戦3勝目
韓国オープンと楽天ジャパン・オープンではラッキールーザーとしてATPツアー本戦出場を果たす。後者の木下オープンでは1回戦で清水悠太を下して、ツアー本戦3勝目とATPツアー・500シリーズ初勝利を挙げた。年間最終ランキングは275位。

## ATPチャレンジャーツアー・ITFワールドテニスツアー決勝
| フューチャーズ(5) |
| チャレンジャー(3) |

### シングルス
| No. | 年月日         | 大会                           | サーフェス | 対戦相手             | 試合結果         |
| --- | -------------- | ------------------------------ | ---------- | -------------------- | ---------------- |
| 1.  | 2009年6月21日  | 草津F5フューチャーズ           | ハード     | 近藤大生             | 6-2, 6-2         |
| 2.  | 2010年12月21日 | 札幌F8フューチャーズ           | クレー     | LEE, Hsin-Han        | 6-1, 6-3         |
| 3.  | 2011年7月11日  | 台湾F２フューチャーズ          | ハード     | Jae-Sung An          | 6-3, 4-6, 6-3    |
| 4.  | 2012年2月27日  | オーストラリアF2フューチャーズ | ハード     | KLEIN, Brydan        | 6-4, 4-6, 6-2    |
| 5.  | 2012年4月1日   | 甲府F3フューチャーズ           | クレー     | 内山靖崇             | 6-1, 6-4         |
| 1.  | 2014年7月20日  | グランビー・チャレンジャー     | ハード     | ファブリス・マルタン | 7-5, 6-7(4), 6-3 |
| 2.  | 2016年9月18日  | 南昌・チャレンジャー           | ハード     | 鄭現                 | 4-6, 6-1, 6-4    |
| 3.  | 2018年5月27日  | ラフバラー・チャレンジャー     | ハード     | ジェームズ・ワード   | 6-2, 7-5         |

### ダブルス
| No. | 年月日        | 大会                   | サーフェス | パートナー | 対戦相手                  | 試合結果         |
| --- | ------------- | ---------------------- | ---------- | ---------- | ------------------------- | ---------------- |
| 1.  | 2010年4月5日  | 筑波F4フューチャーズ   | ハード     | 岩見亮     | 佐藤文平/Maciek Sykut     | 6-4, 6-2         |
| 2.  | 2012年9月28日 | ドイツF4フューチャーズ | 芝         | 内山靖崇   | Marko/ George             | 7-6, 6-3         |
| 3.  | 2013年4月28日 | 中国F3フューチャーズ   | 芝         | 内山靖崇   | Brydan Klein/Jose Statham | 2-6, 6-4, [10-6] |

## 成績
略語の説明
| W | F | SF | QF | #R | RR | Q# | LQ | A | Z# | PO | G | S | B | NMS | P | NH |

W=優勝, F=準優勝, SF=ベスト4, QF=ベスト8, #R=#回戦敗退, RR=ラウンドロビン敗退, Q#=予選#回戦敗退, LQ=予選敗退, A=大会不参加, Z#=デビスカップ/BJKカップ地域ゾーン, PO=デビスカップ/BJKカッププレーオフ, G=オリンピック金メダル, S=オリンピック銀メダル, B=オリンピック銅メダル, NMS=マスターズシリーズから降格, P=開催延期, NH=開催なし.
| 大会           | 2012 | 2013 | 2014 | 2015 | 2016 | 2017 | 2018 | 2019 | 通算成績 |
| -------------- | ---- | ---- | ---- | ---- | ---- | ---- | ---- | ---- | -------- |
| 全豪オープン   | A    | LQ   | LQ   | 1R   | LQ   | LQ   | A    | LQ   | 0–1      |
| 全仏オープン   | LQ   | LQ   | LQ   | LQ   | LQ   | LQ   | A    | LQ   | 0–0      |
| ウィンブルドン | LQ   | LQ   | LQ   | 1R   | LQ   | LQ   | LQ   | LQ   | 0–1      |
| 全米オープン   | 1R   | LQ   | LQ   | LQ   | LQ   | LQ   | LQ   | LQ   | 0–1      |

## デビスカップ
| 年     | ステージ                  | オーダー            | 対戦国 | 対戦相手                    | スコア        |
| ------ | ------------------------- | ------------------- | ------ | --------------------------- | ------------- |
| 2013年 | アジア・オセアニア・2回戦 | ダブルス (内山靖崇) | 韓国   | ナム・ジソン イム・ヨンギュ | 5-7, 1-6, 4-6 |